# Sylvia Robinson
Sylvia Robinson (født 6. marts 1936 i New York City, død 29. september 2011 i Edison i New Jersey) var en amerikansk sanger, musiker, pladeproducer og direktør for eget pladeselskab. Robinson var mest kendt for hendes arbejde som grundlægger af og administrerende direktør for hiphop-pladeselskabet Sugar Hill Records. Hun er noteret som værende drivkraften bag to af de største singler i hiphop-genren. Den første var "Rapper's Delight" med Sugarhill Gang, der var den første rapsang udgivet af en hiphop-gruppe. Den anden var "The Message" med Grandmaster Flash and the Furious Five.